# Stor-Rengårdstjärnen
Stor-Rengårdstjärnen är en sjö i Skellefteå kommun i Västerbotten och ingår i Rickleåns huvudavrinningsområde. Sjön har en area på 0,136 kvadratkilometer och ligger 258,1 meter över havet.

## Delavrinningsområde
Stor-Rengårdstjärnen ingår i det delavrinningsområde (716617-169809) som SMHI kallar för Utloppet av Lubboträsket. Medelhöjden är 260 meter över havet och ytan är 16,83 kvadratkilometer. Räknas de 3 avrinningsområdena uppströms in blir den ackumulerade arean 26,03 kvadratkilometer. Tallån (Långträskån) som avvattnar avrinningsområdet har biflödesordning 2, vilket innebär att vattnet flödar genom totalt 2 vattendrag innan det når havet efter 89 kilometer. Avrinningsområdet består mestadels av skog (52 procent) och sankmarker (21 procent). Avrinningsområdet har 3,84 kvadratkilometer vattenytor vilket ger det en sjöprocent på 22,8 procent.